# Seattle Storm
Le Seattle Storm sono una delle dodici squadre di pallacanestro che militano nella WNBA (Women's National Basketball Association), il campionato professionistico femminile degli Stati Uniti d'America. La squadra è stata fondata da Ginger Ackerley e suo marito Barry Ackerley dopo la stagione 2000.

## Storia della franchigia

### Un inizio difficile (2000-2001)
Prima delle Storm vi furono le Seattle Reign, membro fondatore della American Basketball League (ABL), che operò dal 1996 al dicembre 1998, quando la lega venne chiusa. Più fortunata della maggior parte delle località che avevano una squadra ABL, Seattle ottenne rapidamente una franchigia WNBA e iniziò a giocare meno di due anni dopo.
Le Seattle Storm iniziarono la loro prima stagione nel 2000, allenate da Lin Dunn e guidate dalla guardia Edna Campbell e dal centro ceco Kamila Vodičková, la squadra terminò con un record di 6-26. Il basso record, tuttavia, permise alle Storm di scegliere al draft dell'anno successivo, la diciannovenne australiana Lauren Jackson. Sebbene Seattle non raggiunse i playoff nella stagione 2001, l'impressionante prestazione da esordiente della Jackson fornì alla franchigia una solida base su cui costruire.

### L'arrivo di Sue Bird e il percorso verso il titolo (2002-2004)

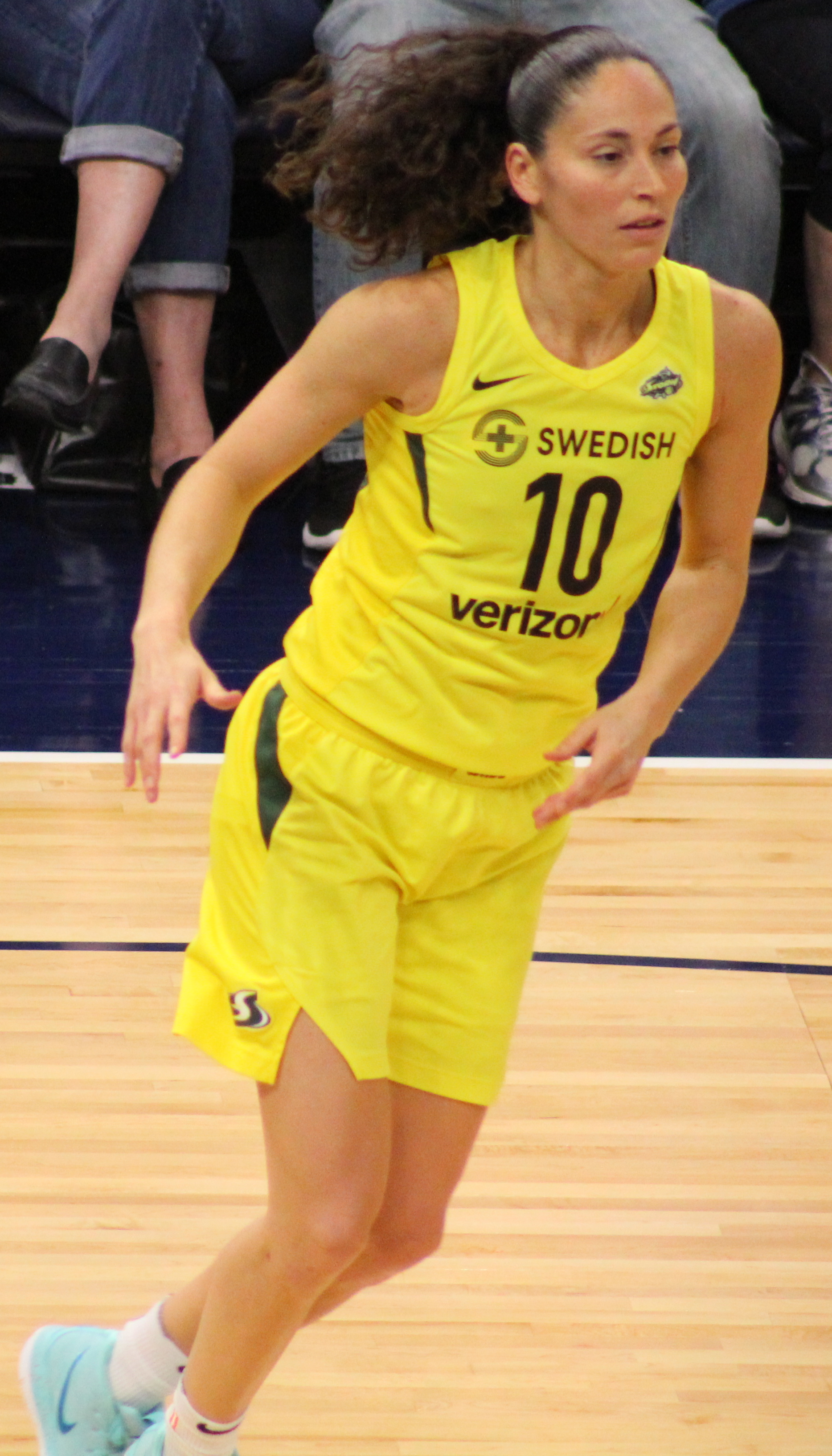
Sue Bird

Nel draft del 2002, le Storm scelsero la stella di UConn Sue Bird, che colmò la lacuna delle Storm nel ruolo di playmaker. Grazie alla capacità di playmaking della Bird e ai rimbalzi della Jackson, la squadra raggiunse per la prima volta i playoff nel 2002, ma venne spazzata via al primo turno dalle Los Angeles Sparks.
Per la stagione 2003 venne assunta l'allenatrice Anne Donovan. Al primo anno con la Donovan in panchina, Lauren Jackson vinse il WNBA Most Valuable Player Award, ma la squadra ebbe una stagione deludente (con Bird infortunata per gran parte dell'anno) con la conseguente esclusione dai playoff.
Nel 2004 le Storm ottennero un record di 20-14, allora il migliore della franchigia. Nei playoff, le Storm si imposero rapidamente sulle Minnesota Lynx, spazzandole via al primo turno. Le Storm affrontarono in seguito una squadra emergente, le Sacramento Monarchs, nelle finali dell'Ovest. Le Storm ne uscirono vittoriose, vincendo la serie per 2-1. Nelle finali WNBA, le Storm conclusero la stagione da campionesse, sconfiggendo le Connecticut Sun per 2-1. Betty Lennox venne nominata MVP delle finali. Grazie a questa vittoria, Anne Donovan diventò la prima allenatrice donna nella storia della WNBA a vincere il titolo.

### Una contender costante della postseason (2005-2009)

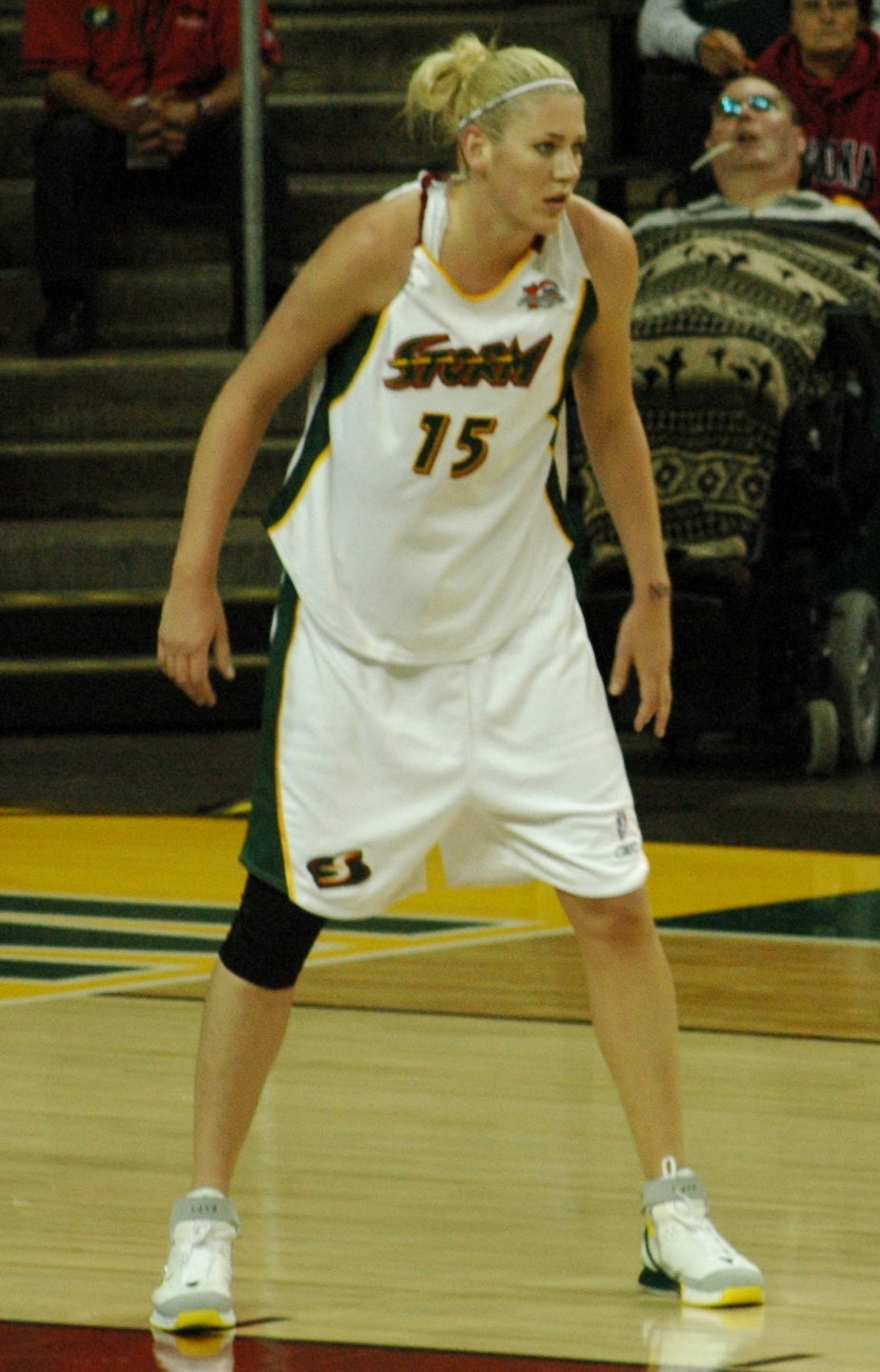
Lauren Jackson

Nel 2005, le giocatrici chiave della vittoria del titolo, lasciarono la squadra. Vodičková, Tully Bevilaqua e Sheri Sam passarono ad altre squadre. Inoltre, l'infortunio pre-stagionale di Lauren Jackson e l'acquisizione di Jessica Bibby pregiudicarono la stagione 2005. Pur avendo eguagliato il record del 2004 e raggiunto i playoff, la difesa del titolo da parte delle Storm si fermò al primo turno dalle Houston Comets, per 2 partite a 1.
Nel 2006 le Storm terminarono con un record di 18-16, un risultato sufficiente per accedere ai playoff. Le Storm iniziarono bene il primo turno contro le Sparks, vincendo gara 1, per poi cedere nelle due gare successive (2-1). 
Nel 2007, le Storm terminarono con un punteggio di 0,500 (17-17), sufficiente per raggiungere i playoff in una debole Western Conference. Le Storm vennero rapidamente spazzate via dai playoff dalle Phoenix Mercury.
Il 30 novembre 2007 Anne Donovan rassegnò le dimissioni da capo allenatore venendo sostituita da Brian Agler il 9 gennaio 2008.
Sebbene la maggior parte delle principali squadre sportive di Seattle vissero stagioni negative nel 2008, le Storm furono l'unica squadra di Seattle a distinguersi in quell'anno, con un record di franchigia di 22-12 e un record di 16-1 in casa, anch'esso un record di franchigia. Ma le Storm, testa di serie n. 2, vennero sconfitte dalle Los Angeles Sparks, n. 3, nel primo turno dei playoff in tre partite, chiudendo la stagione di Seattle con un bilancio complessivo di 23-14.
Nel 2009, le Storm si classificarono con un buon 20-14 e arrivarono seconde nella Western Conference per il secondo anno consecutivo. Nei playoff, le Storm persero nuovamente contro le Los Angeles Sparks, numero 3, in tre partite, chiudendo la stagione al primo turno per la quinta stagione consecutiva.

### La vittoria del secondo titolo (2010)
Nella stagione 2010, le Storm furono praticamente inarrestabili con un record di 28 vittorie e 6 sconfitte nella stagione regolare, compreso un incredibile 17-0 alla KeyArena (maggior numero di vittorie in casa nella storia della WNBA).
Nel corso della stagione, Lauren Jackson venne nominata giocatrice della Western Conference WNBA della settimana per cinque volte e giocatrice della Western Conference del mese per tre volte, venendo quindi nominata MVP WNBA per la terza volta, e Brian Agler venne nominato allenatore dell'anno.
Nei playoff, le Storm invertirono drasticamente le loro sorti rispetto alle cinque stagioni precedenti. Cominciarono con uno sweep alle Sparks, la squadra che in precedenza le aveva eliminate dai playoff ogni volta che si erano incontrate. Spazzarono in seguito Diana Taurasi e le Phoenix Mercury nelle finali di conference e le Atlanta Dream nelle finali WNBA. Con due campionati, le Storm diventarono la squadra sportiva di maggior successo di Seattle.

### Un periodo di calo (2011-2014)
Con la stessa formazione dell'anno precedente, le Storm ebbero molte aspettative per la stagione WNBA 2011. Ma proprio al secondo turno un'invincibilità casalinga durata due anni fu spezzata dalle Minnesota Lynx, che lasciarono le Storm senza punteggio per i primi sette minuti. Gli infortuni colpirono diverse giocatrici, in particolare Lauren Jackson, che subì un intervento chirurgico all'anca a causa della quale perse la maggior parte della stagione. Il quintetto titolare riprese a giocare solo nelle ultime cinque partite, ma Sue Bird e Swin Cash mantennero le Storm competitive, chiudendo al secondo posto nella WNBA con 21 vittorie e 13 sconfitte. Ai playoff, un buzzer beater delle Mercury, in gara 3, alla KeyArena eliminò le Storm al primo turno.
Nel 2012, con l'assenza di Jackson per gli allenamenti di inizio stagione con la nazionale australiana e gli infortuni alla maggior parte della squadra, tra cui Bird, solo Camille Little e Katie Smith giocarono tutte le partite della stagione regolare. Al suo ritorno, Jackson saltò alcune partite a causa di un infortunio al bicipite femorale, ma raggiunse i 6.000 punti nella sua carriera WNBA giocando contro le San Antonio Silver Stars. Il record di 16-18 fece sì che le Storm si piazzassero al quarto posto a ovest, affrontando nei playoff le Lynx, che avevano ottenuto il miglior record della lega durante la stagione regolare. Mentre le Storm riuscirono a forzare una gara 3 vincendo alla KeyArena al doppio supplementare, un tentativo all'ultimo secondo di Jackson, proprio in gara 3, si spense e le Lynx vinsero la serie per un solo punto, 73-72.
Dopo aver perso al primo turno dei playoff 2013 contro le Lynx a seguito di una regular season da 500 punti, le Storm mancarono i playoff nel 2014, per la prima volta dal 2003.

### L'era Valavanis-Boucek e la vittoria del terzo e quarto titolo (2015-attuale)

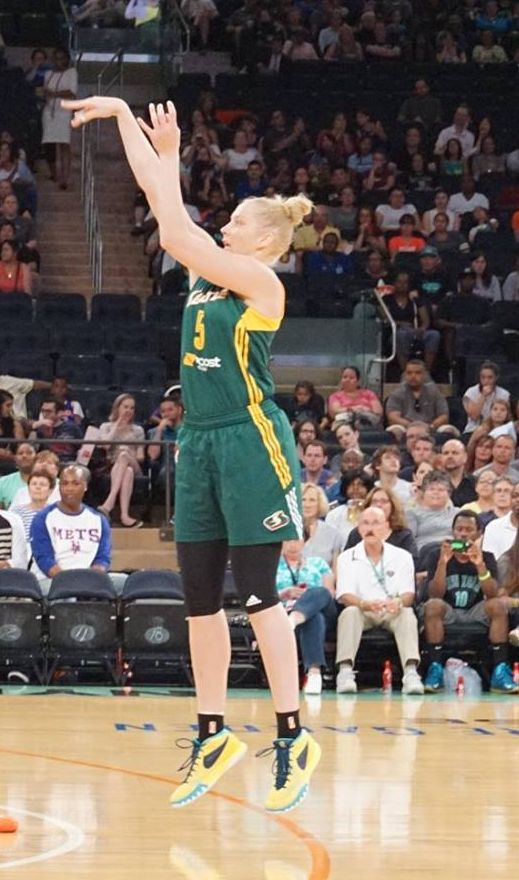
Abby Bishop nel 2015 al Madison Square Garden

Brian Agler, dopo essere stato head coach e GM per sette anni, lasciò Seattle per unirsi alle Los Angeles Sparks, le Storm decisero quindi di promuovere a presidente e GM Alisha Valavanis e due settimane dopo assunsero Jenny Boucek come quarto head coach nella storia della franchigia. Valavanis e Boucek si misero subito al lavoro, scambiando Shekinna Stricklen e Camille Little con le Connecticut Sun per le scelte numero 3 e 15 del Draft WNBA 2015, insieme a Renee Montgomery. Tanisha Wright, diventata free agent, firmò con le New York Liberty e un mese dopo Valavanis scambiò la scelta numero 15 alle Mystics per Quanitra Hollingsworth e la scelta numero 20 del Draft WNBA 2015. Nello stesso mese Valavanis firmò anche l'ala australiana Abby Bishop.
Al Draft WNBA 2015, Seattle detenne le scelte n. 1, n. 3, n. 20 e n. 26. Pochi giorni prima del draft, la guardia di Notre Dame Jewell Loyd e la centrale di Minnesota Amanda Zahui sconvolgono l'ordine del draft, rinunciando entrambe all'eleggibilità NCAA e dichiarandosi per il draft WNBA. Il 16 aprile 2015, Seattle scelse Jewell Loyd alla 1, la tiratrice scelta di UCONN Kaleena Mosqueda-Lewis alla 3, Vicky McIntyre alla 20 e Nneka Enemkpali alla 26 nel Draft WNBA 2015. Nella stagione WNBA 2015, nonostante il non raggiungimento dei playoff con un record di 10-24, Jewell Loyd vinse il premio di Rookie of the Year.
Dopo aver ottenuto il peggior record della WNBA, le Storm si ritrovarono con la prima scelta assoluta e la utilizzarono per selezionare Breanna Stewart dall'Università del Connecticut. Nella stagione WNBA 2016, Stewart emerse immediatamente come una delle giovani stelle nascenti della lega, vincendo il premio di Rookie of the Year, con una media impressionante di 18,9 punti a partita e battendo il record di rimbalzi difensivi catturati in una stagione regolare. Loyd migliorò statisticamente, con una media di 16,5 punti di media dando vita a un nuovo, giovane e dinamico tandem noto come il "Next Great Storm Duo" dopo Sue Bird e Lauren Jackson. Questo portò le Storm a tornare in lizza per i playoff, concludendo come sesta testa di serie con un record di 16-18 nel nuovo formato dei playoff della lega, ma persero contro le Atlanta Dream nel primo turno eliminatorio.
Nella stagione 2017, Loyd e Stewart guidarono le Storm in lizza per i playoff. Le Storm si classificarono ottave con un record di 15-19, ma vennero battute ancora una volta al primo turno eliminatorio contro le Phoenix Mercury.
Nella stagione 2018, le Storm passarono da squadra mediocre a una pretendente al titolo. Nella offseason acquisirono Natasha Howard e scelsero Jordin Canada. Bird, Loyd e Stewart vennero votate per il WNBA All-Star Game 2018, creando un "big three" nel roster delle Storm. Bird infranse anche dei record nel 2018, diventando la leader della franchigia in termini di punti segnati e di assist nella stagione regolare. Grazie alla leadership di Bird e al continuo sviluppo di Loyd e Stewart, le Storm chiusero 26-8 con la testa di serie numero 1 ai playoff WNBA. In semifinale, le Storm affrontarono le Phoenix Mercury, sconfiggendole in una combattuta serie di cinque partite, e avanzando alle WNBA Finals per la prima volta dal 2010. Nelle finali, le Storm spazzarono via le avversarie, le Washington Mystics, vincendo il loro primo campionato in otto anni; Stewart venne nominata MVP delle finali.
Anche prima dell'inizio della stagione, il 2019 fu un anno caratterizzato da problemi di salute per le Storm. Il 15 aprile, Stewart si ruppe il tendine d'Achille giocando una partita di Eurolega per la Dynamo Kursk scontrandosi con Brittney Griner, e mettendola fuori gioco per tutta la stagione. 
Quattro giorni dopo, all'allenatore Dan Hughes fu diagnosticato un tumore canceroso al colon, che venne rimosso a maggio e ha saltato l'intera stagione, con l'assistente Gary Kloppenburg che ha assunto un ruolo ad interim più tardi nello stesso mese, dopo che le Storm terminarono il loro precampionato, venne annunciato che Sue Bird si sarebbe sottoposta a un intervento chirurgico al ginocchio, mettendo fuori gioco anche lei per tutta la stagione.

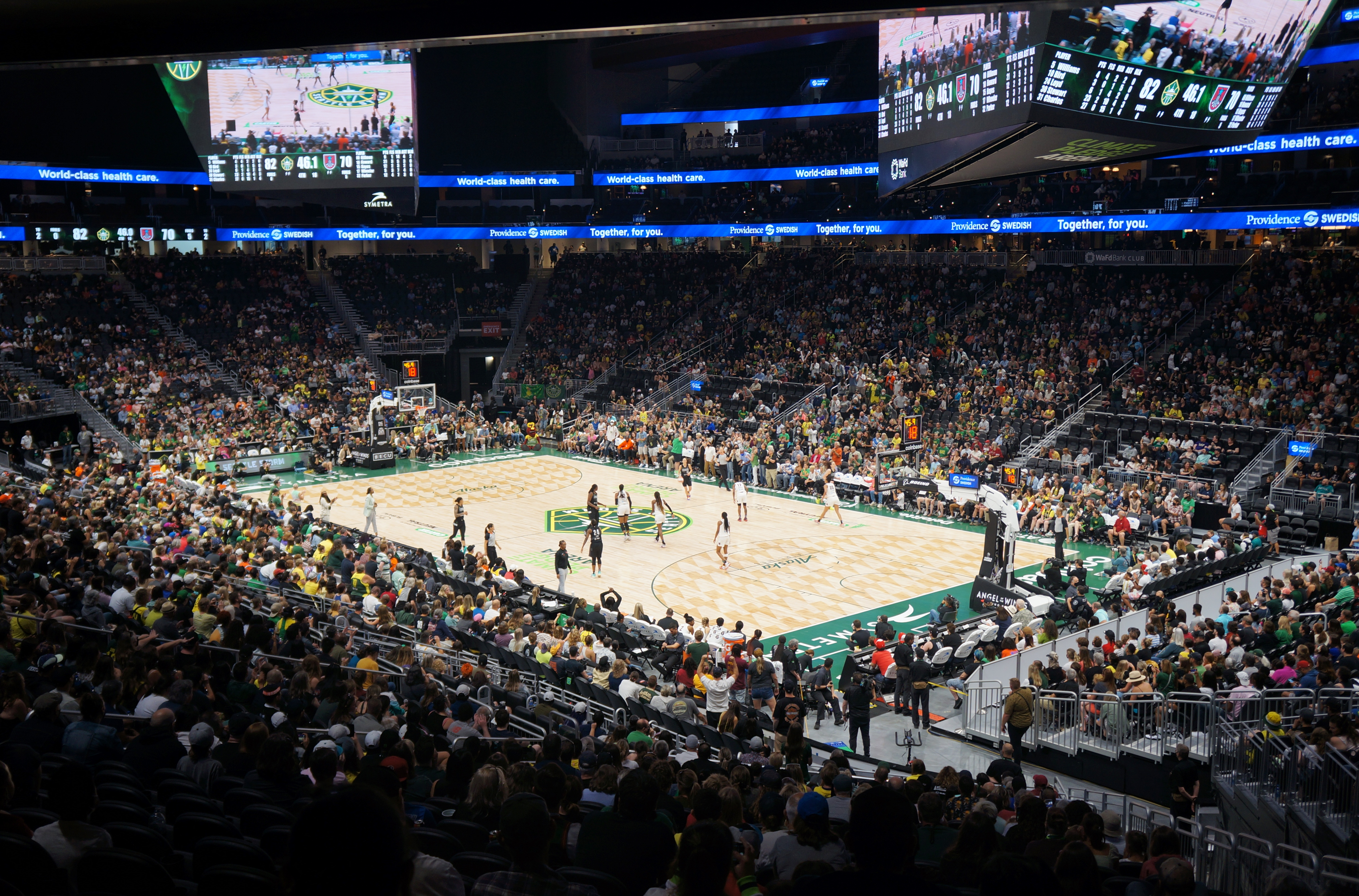
Una partita delle Seattle Storm alla Climate Pledge Arena

Con Bird fuori, Canada assunse il ruolo di playmaker titolare, chiudendo il 2019 al terzo posto nella WNBA per assist a partita (5,5) e al secondo posto per rubate a partita (2,3). Nel frattempo, senza Stewart e con Loyd che saltò sette partite per un infortunio, Howard diventò il punto focale dell'attacco di Seattle, segnando un career-high di 18,1 punti a partita. Le Storm, a corto di punti, conclusero la stagione 18-16, guadagnandosi la testa di serie n. 6 nei playoff WNBA 2019. Seattle vinse il primo turno contro le Minnesota Lynx, (84-74, 1-0), per poi perdere al secondo turno contro le Los Angeles Sparks, (92-69, 0-1). 
La stagione WNBA 2020 fu atipica, in quanto venne giocata interamente all'interno della IMG Academy di Bradenton, in Florida, soprannominata "wubble", la versione WNBA della Bubble dell'NBA. Le Storm entrarono nella "wubble" con Bird e Stewart di nuovo a disposizione, ma senza l'allenatore Dan Hughes. Bird saltò diverse partite per una contusione ossea al ginocchio sinistro, ma tornò per i playoff, nei quali le Storm non persero nemmeno una partita. Le Storm eliminarono in tre partite le Las Vegas Aces, squadra di prima fascia, e conquistarono il loro quarto campionato, con Stewart nuovamente nominata MVP delle finali.
Le Storm rimasero alla Angel of the Winds Arena di Everett per la stagione 2021, con una capacità limitata a causa delle linee guida del COVID.
Per la stagione 2022 le Storm si trasferirono nella nuova Climate Pledge Arena, dove disputarono la loro partita di stagione regolare il 6 maggio 2022. Sue Bird annunciò inoltre il suo ritiro a fine stagione facendo registrare il record di pubblico della franchigia con 18.100 spettatori per la sua ultima partita di stagione regolare.

## Record stagione per stagione
| Disputa Playoff | Campione di Conference | Campione WNBA |

| Stagione      | V   | P   | %    | Playoff                                                                              | Risultato                                                               |
| ------------- | --- | --- | ---- | ------------------------------------------------------------------------------------ | ----------------------------------------------------------------------- |
| Seattle Storm |     |     |      |                                                                                      |                                                                         |
| 2000          | 6   | 26  | 18,8 |                                                                                      |                                                                         |
| 2001          | 10  | 22  | 31,3 |                                                                                      |                                                                         |
| 2002          | 17  | 15  | 53,1 | Perde le semifinali di Conference                                                    | Seattle 0, Los Angeles 2                                                |
| 2003          | 18  | 16  | 52,9 |                                                                                      |                                                                         |
| 2004          | 20  | 14  | 58,8 | Vince le semifinali di Conference Vince le finali di Conference Vince le WNBA Finals | Seattle 2, Minnesota 0 Seattle 2, Sacramento 1 Seattle 2, Connecticut 1 |
| 2005          | 20  | 14  | 58,8 | Perde le semifinali di Conference                                                    | Seattle 1, Houston 2                                                    |
| 2006          | 18  | 16  | 52,9 | Perde le semifinali di Conference                                                    | Seattle 1, Los Angeles 2                                                |
| 2007          | 17  | 17  | 50,0 | Perde le semifinali di Conference                                                    | Seattle 0, Phoenix 2                                                    |
| 2008          | 22  | 12  | 64,7 | Perde le semifinali di Conference                                                    | Seattle 1, Los Angeles 2                                                |
| 2009          | 20  | 14  | 58,8 | Perde le semifinali di Conference                                                    | Seattle 1, Los Angeles 2                                                |
| 2010          | 28  | 6   | 82,4 | Vince le semifinali di Conference Vince le finali di Conference Vince le WNBA Finals | Seattle 2, Los Angeles 0 Seattle 2, Phoenix 0 Seattle 3, Atlanta 0      |
| 2011          | 21  | 13  | 61,8 | Perde le semifinali di Conference                                                    | Seattle 1, Phoenix 2                                                    |
| 2012          | 16  | 18  | 47,1 | Perde le semifinali di Conference                                                    | Seattle 1, Minnesota 2                                                  |
| 2013          | 17  | 17  | 50,0 | Perde le semifinali di Conference                                                    | Seattle 0, Minnesota 2                                                  |
| 2014          | 12  | 22  | 35,3 |                                                                                      |                                                                         |
| 2015          | 10  | 24  | 29,4 |                                                                                      |                                                                         |
| 2016          | 16  | 18  | 47,1 | Perde il Primo Turno                                                                 | Seattle 0, Atlanta 1                                                    |
| 2017          | 15  | 19  | 44,1 | Perde il Primo Turno                                                                 | Seattle 0, Phoenix 1                                                    |
| 2018          | 26  | 8   | 76,5 | Vince le semifinali WNBA Vince le WNBA Finals                                        | Seattle 3, Phoenix 2 Seattle 3, Washington 0                            |
| 2019          | 18  | 16  | 52,9 | Vince il Primo Turno Perde il Secondo Turno                                          | Seattle 1, Minnesota 0 Seattle 0, Los Angeles 1                         |
| 2020          | 18  | 4   | 81,8 | Vince le semifinali WNBA Vince le WNBA Finals                                        | Seattle 3, Minnesota 0 Seattle 3, Las Vegas Aces 0                      |
| 2021          | 21  | 11  | 65,6 | Perde il Secondo Turno                                                               | Seattle 0, Phoenix 1                                                    |
| 2022          | 22  | 14  | 61,1 | Vince il primo turno Perde le semifinali WNBA                                        | Seattle 2, Washington 0 Seattle 1, Las Vegas 3                          |
| Totale        | 386 | 342 | 53,1 |                                                                                      |                                                                         |
| Play-off      | 32  | 26  | 55,2 | 2 Titoli di Conference 4 Titoli WNBA                                                 | 2 Titoli di Conference 4 Titoli WNBA                                    |

## Squadra attuale
| \| Pos. \| Num. \| Naz. \| Nome \| Altezza \| Peso \| Data nascita \| Provenienza \| \| ----- \| ---- \| ---- \| ----------------- \| ------- \| ----- \| ------------ \| ------------- \| \| C \| 31 \| \| Charles, Tina \| 193 cm \| 87 kg \| 05-12-1988 \| Connecticut \| \| G \| 20 \| \| January, Briann \| 173 cm \| 67 kg \| 11-01-1987 \| Arizona State \| \| AP/AG \| 14 \| \| Lavender, Jantel \| 193 cm \| 84 kg \| 12-11-1988 \| Ohio State \| \| G \| 24 \| \| Loyd, Jewell \| 178 cm \| 67 kg \| 05-10-1993 \| Notre Dame \| \| C \| 13 \| \| Magbegor, Ezi \| 193 cm \| 80 kg \| 13-08-1999 \| Australia \| \| G \| 11 \| \| Prince, Epiphanny \| 175 cm \| 81 kg \| 11-01-1988 \| Rutgers \| \| C \| 21 \| \| Russell, Mercedes \| 198 cm \| 88 kg \| 27-07-1995 \| Tennessee \| \| AP/AG \| 30 \| \| Stewart, Breanna \| 193 cm \| 77 kg \| 27-08-1994 \| Connecticut \| \| AP/AG \| 7 \| \| Talbot, Stephanie \| 188 cm \| 87 kg \| 15-06-1994 \| Australia \| \| AP/AG \| 5 \| \| Williams, Gabby \| 180 cm \| 78 kg \| 09-09-1996 \| Connecticut \| | Allenatore - Noelle Quinn Assistente/i - Pokey Chatman - Ebony Hoffman - Perry Huang Legenda - (C) Capitano - (FA) Free agent - (S) Sospeso - (TW) Contratto Two-way - Infortunato Roster · Ultima transazione: 7 gennaio 2023 |                        |                   |         |       |              |               |
| Pos. | Num. | Naz.                   | Nome              | Altezza | Peso  | Data nascita | Provenienza   |
| C | 31 | Stati Uniti (bandiera) | Charles, Tina     | 193 cm  | 87 kg | 05-12-1988   | Connecticut   |
| G | 20 | Stati Uniti (bandiera) | January, Briann   | 173 cm  | 67 kg | 11-01-1987   | Arizona State |
| AP/AG | 14 | Stati Uniti (bandiera) | Lavender, Jantel  | 193 cm  | 84 kg | 12-11-1988   | Ohio State    |
| G | 24 | Stati Uniti (bandiera) | Loyd, Jewell      | 178 cm  | 67 kg | 05-10-1993   | Notre Dame    |
| C | 13 | Australia (bandiera)   | Magbegor, Ezi     | 193 cm  | 80 kg | 13-08-1999   | Australia     |
| G | 11 | Russia (bandiera)      | Prince, Epiphanny | 175 cm  | 81 kg | 11-01-1988   | Rutgers       |
| C | 21 | Stati Uniti (bandiera) | Russell, Mercedes | 198 cm  | 88 kg | 27-07-1995   | Tennessee     |
| AP/AG | 30 | Stati Uniti (bandiera) | Stewart, Breanna  | 193 cm  | 77 kg | 27-08-1994   | Connecticut   |
| AP/AG | 7 | Australia (bandiera)   | Talbot, Stephanie | 188 cm  | 87 kg | 15-06-1994   | Australia     |
| AP/AG | 5 | Francia (bandiera)     | Williams, Gabby   | 180 cm  | 78 kg | 09-09-1996   | Connecticut   |